# Powiat Šumperk
Powiat Šumperk (czes. Okres Šumperk) – powiat w Czechach, w kraju ołomunieckim. Jego siedziba znajduje się w mieście Šumperk. Powierzchnia powiatu wynosi 1 315,55 km², zamieszkuje go 125 794 osób (gęstość zaludnienia wynosi 95,66 mieszkańców na 1 km²). Powiat ten liczy 78 miejscowości, w tym 8 miast.
Od 1 stycznia 2003 powiaty nie są już jednostką podziału administracyjnego Czech. Podział na powiaty zachowały jednak sądy, policja i niektóre inne urzędy państwowe. Został on również zachowany dla celów statystycznych.

## Miejscowości powiatu Šumperk
Pogrubioną czcionką wyróżniono miasta: 

Bludov - Bohdíkov - Bohuslavice - Bohutín - Branná - Bratrušov - Brníčko - Bušín - Dlouhomilov - Dolní Studénky - Drozdov - Dubicko - Hanušovice - Horní Studénky - Hoštejn - Hraběšice - Hrabišín - Hrabová - Hynčina - Chromeč - Jakubovice - Janoušov - Jedlí - Jestřebí - Jindřichov - Kamenná - Klopina - Kolšov - Kopřivná - Kosov - Krchleby - Lesnice - Leština - Libina - Líšnice - Loštice - Loučná nad Desnou - Lukavice - Malá Morava - Maletín - Mírov - Mohelnice - Moravičany - Nemile - Nový Malín - Olšany - Oskava - Palonín - Pavlov - Petrov nad Desnou - Písařov - Police - Postřelmov - Postřelmůvek - Rájec - Rapotín - Rejchartice - Rohle - Rovensko - Ruda nad Moravou - Sobotín - Staré Město pod Sněžníkem - Stavenice - Sudkov - Svébohov - Šléglov - Štíty - Šumperk - Třeština - Úsov - Velké Losiny - Vernířovice - Vikantice - Vikýřovice - Vyšehoří - Zábřeh - Zborov - Zvole

## Struktura powierzchni
Według danych z 31 grudnia 2003 powiat ma obszar 1 315,55 km², w tym:
- użytki rolne - 43,01%, w tym 53,1% gruntów ornych
- inne - 56,99%, w tym 84,65% lasów
- liczba gospodarstw rolnych: 644.

## Demografia
Dane z 31 grudnia 2003:
| Opis        | Ogółem  | Kobiety       | Mężczyźni     |
| ----------- | ------- | ------------- | ------------- |
| populacja   | 125 794 | 63 994 50,87% | 61 800 49,13% |
| średni wiek | 38,5    | 40,38         | 37,35         |

- gęstość zaludnienia: 95,66 mieszk./km²
- 51,52% ludności powiatu mieszka w miastach.

## Zatrudnienie
| Mieszkańcy ze stałym zatrudnieniem | 29 535       |
| Średnia pensja miesięczna          | 13 911 koron |
| Bezrobotni                         | 7 933        |
| Stopa bezrobocia                   | 12,5%        |

## Szkolnictwo
W powiecie Šumperk działają:
| Rodzaj szkoły                   | Liczba szkół |
| ------------------------------- | ------------ |
| Przedszkola                     | 71           |
| Szkoły podstawowe               | 68           |
| Gimnazja                        | 2            |
| Szkoły średnie techniczne       | 11           |
| Szkoły średnie ogólnokształcące | 7            |
| Szkoły wyższe                   |              |

## Służba zdrowia
| Lekarze                               | 365 |
| Szpitale                              | 3   |
| Specjalistyczne ośrodki terapeutyczne | -   |
| Gabinety dentystyczne                 | 59  |
| Apteki                                | 28  |